# 애덤 캐럴라
애덤 커롤라(Adam Carolla, 영어 발음: /kəˈroʊlə/, 1964년 6월 2일 ~ )는 미국의 진행자, 희극인, 배우이다.

## 출연 작품

### 영화
- 위닝: 더 레이싱 라이프 오브 폴 뉴먼 (2015)
- 로드 하드 (2015)
- 맨섬 (2012)
- 주먹왕 랄프 (2012)
- 디비전 III: 풋볼즈 파이니스트 (2011)
- 스틸 웨이팅... (2009, Still Waiting...)
- 해머 (2007)
- 스타와 춤을 (2005)
- 애비 싱어 (2003)
- 헬로우 프랭크 (2002)
- 제이 앤 사일런트 밥 (2001)
- 애프터 섹스 (2000)
- 우주 전사 버즈 (2000)
- 다운 투 유 (2000)
- 키싱 투나잇 (1999)
- 쇼킹 패밀리 (1999)
- 헤어셔츠 (1998)

### 텔레비전
- 더 데일리 쇼 위드 존 스튜어트 (1996)
- 더 레이트 레이트 쇼 위드 크레이그 킬본 (1999)
- 카슨 데일리 쇼 (2002)
- 지미 키멜 라이브! (2003)